# كلارا وارد
كلارا وارد (بالإنجليزية: Clara Ward)‏ هي مغنية وموسيقية أمريكية، ولدت في 21 أبريل 1924 في فيلادلفيا في الولايات المتحدة، وتوفيت في 16 يناير 1973 في لوس أنجلوس في الولايات المتحدة.

## وصلات خارجية
- كلارا وارد على موقع IMDb (الإنجليزية)
- كلارا وارد على موقع ميوزك برينز (الإنجليزية)
- كلارا وارد على موقع قاعدة بيانات برودواي على الإنترنت (الإنجليزية)
- كلارا وارد على موقع أول ميوزيك (الإنجليزية)
- كلارا وارد على موقع ديسكوغز (الإنجليزية)
- كلارا وارد على موقع قاعدة بيانات الفيلم (الإنجليزية)